# 블라디미르 빌벨로체르콥스키
블라디미르 빌벨로체르콥스키(Vladimir Bill-Belotserkovski, 러시아어: Владимир Влади́мир Нау́мович Билль-Белоцерко́вский, 1884년 1월 9일 ~ 1970년 3월 1일)는 러시아의 극작가다.
1917년에 국외에서 노동생활을 하다가 10월 혁명에 참가했다. 젊은 러시아 국가의 반혁명, 황폐, 기아와의 싸움을 그려 낸 <폭풍>(1925)은 혁명 직후의 연극에서 볼 수 있는 추상적·도식적 인물 대신에 살아 있는 인간을 무대에 등장시킨 최초의 희곡으로, 러시아 극문학 초기의 가작으로 꼽히고 있다.